# Weverson Leandro Oliveira Moura
Weverson Leandro Oliveira Moura (født 12. maj 1993) er en brasiliansk fodboldspiller.

## Brasiliens fodboldlandshold
| Brasiliens landshold | Brasiliens landshold | Brasiliens landshold |
| År                   | Kmp                  | Mål                  |
| -------------------- | -------------------- | -------------------- |
| 2013                 | 1                    | 1                    |
| Total                | 1                    | 1                    |